# キングフィッシャー級スループ
キングフィッシャー級スループ（英語: Kingfisher-class sloop）は、イギリス海軍の沿岸スループ（コルベット）の艦級。

## 来歴
1930年代、イギリス海軍は、大型の護衛スループと並行し、局地防衛にあてるための沿岸スループ（後にコルベットに改称）の整備を構想した。当時、1930年のロンドン海軍軍縮会議によって補助艦の制限が課せられており、この沿岸スループはその制約外で整備できる戦力として期待された。
最初の幕僚要求事項は1932年に作成され、1933年度から1937年度計画で6隻が建造されることとなった。これが本級である。また1938年度計画でも、本級の小改正型（ギルモット級）3隻が建造された。ただし本級は戦時急造も想定した計画とされてはいたものの、第一次世界大戦世代のPC級をベースとした設計では堪航性などに限界があり、また量産性にも問題があったことから、実際に第二次世界大戦勃発に伴う戦時緊急計画が発動された際には、捕鯨船をベースとしたフラワー級コルベットが選ばれた。

## 設計
設計は、第一次世界大戦世代のPC級スループを元に発展させたものとなった。機関構成も同様で、2缶のアドミラルティ式3胴型水管ボイラーをそれぞれのボイラー室に配し、タービンはパーソンズ式オール・ギヤード・タービンとされた。
ただし堪航性に問題があり、シーステート4以上ではスクリューが海面上にたびたび露出して速力が7ノット程度まで低下したことから、1938年度計画艦では吃水を深くするよう設計が変更された。これは探信儀（ASDIC）の性能発揮にも効果があった。

## 装備
装備面での最大の変更点は探信儀（ASDIC）の搭載で、駆逐艦と同様の隠顕式ソナードームが採用された。艦砲はPC級と同様、45口径10.2cm単装砲（QF 4インチ砲Mk.V）を艦首甲板に1基搭載した。より強力な砲の搭載も検討されたものの、他の小型艦艇も4インチ砲を標準装備していたことと、大口径・大重量の砲を搭載することで艦の加速性能や運動性能を損ない、対潜戦に不都合となることが懸念されたことから断念された。また1938年度計画艦では高角砲として改修された。
なお対空兵器としては、当初計画では7.7mm4連装機銃2基が予定されていた。後には70口径20mm機銃2門が搭載されたほか、「シアウォーター」では更に40口径7.6cm高角砲も搭載された。
対潜兵器としては、1933年度計画艦（ネームシップ）では爆雷投射機2基と爆雷40発が搭載されたが、その運用成績を踏まえて、1935年度計画艦では爆雷投射機4基と爆雷60発に増強された。ただし「ウィジョン」では爆雷投射機4基と爆雷40発となり、以後の艦では再び爆雷投射機2基と爆雷40発に差し戻され、「ウィジョン」でも後に爆雷投射機を2基に削減した。

## 同型艦一覧表
| 計画年度 | 艦名                              | 進水           | その後                                                                           |
| -------- | --------------------------------- | -------------- | -------------------------------------------------------------------------------- |
| 1933年   | キングフィッシャー HMS Kingfisher | 1935年2月14日  | 1947年除籍                                                                       |
| 1935年   | メレード HMS Mallard              | 1936年3月26日  | 1947年除籍                                                                       |
| 1935年   | プフィン HMS Puffin               | 1936年5月5日   | 1945年3月26日、ドイツ海軍特殊潜航艇を体当たり攻撃で撃沈した際に大破 修理せず退役 |
| 1936年   | キティウェイク HMS Kittiwake      | 1936年11月30日 | 1947年売却                                                                       |
| 1936年   | シェルドレイク HMS Sheldrake      | 1937年1月28日  | 1946年売却                                                                       |
| 1937年   | ウィジョン HMS Widgeon            | 1938年2月2日   | 1947年9月25日除籍                                                                |
| 1938年   | ギルモット HMS Guillemot          | 1939年7月6日   | 1950年11月除籍                                                                   |
| 1938年   | シアウォーター HMS Shearwater     | 1939年4月18日  | 1947年除籍                                                                       |
| 1938年   | ピンティル HMS Pintail            | 1939年8月18日  | 1941年6月10日戦没                                                                |